# Kalina sztywnolistna
Kalina sztywnolistna (Viburnum rhytidophyllum) – gatunek rośliny należący do rodziny piżmaczkowatych (Adoxaceae), czasem zaliczany do wyodrębnianej osobno monotypowej rodziny kalinowatych (Viburnaceae). Pochodzi z zachodnich i północnych obszarów Chin. W Europie jest uprawiany od początku XX wieku. W Polsce jest sadzony jako roślina ozdobna, znajduje się też w kolekcji wielu ogrodów botanicznych.

## Morfologia

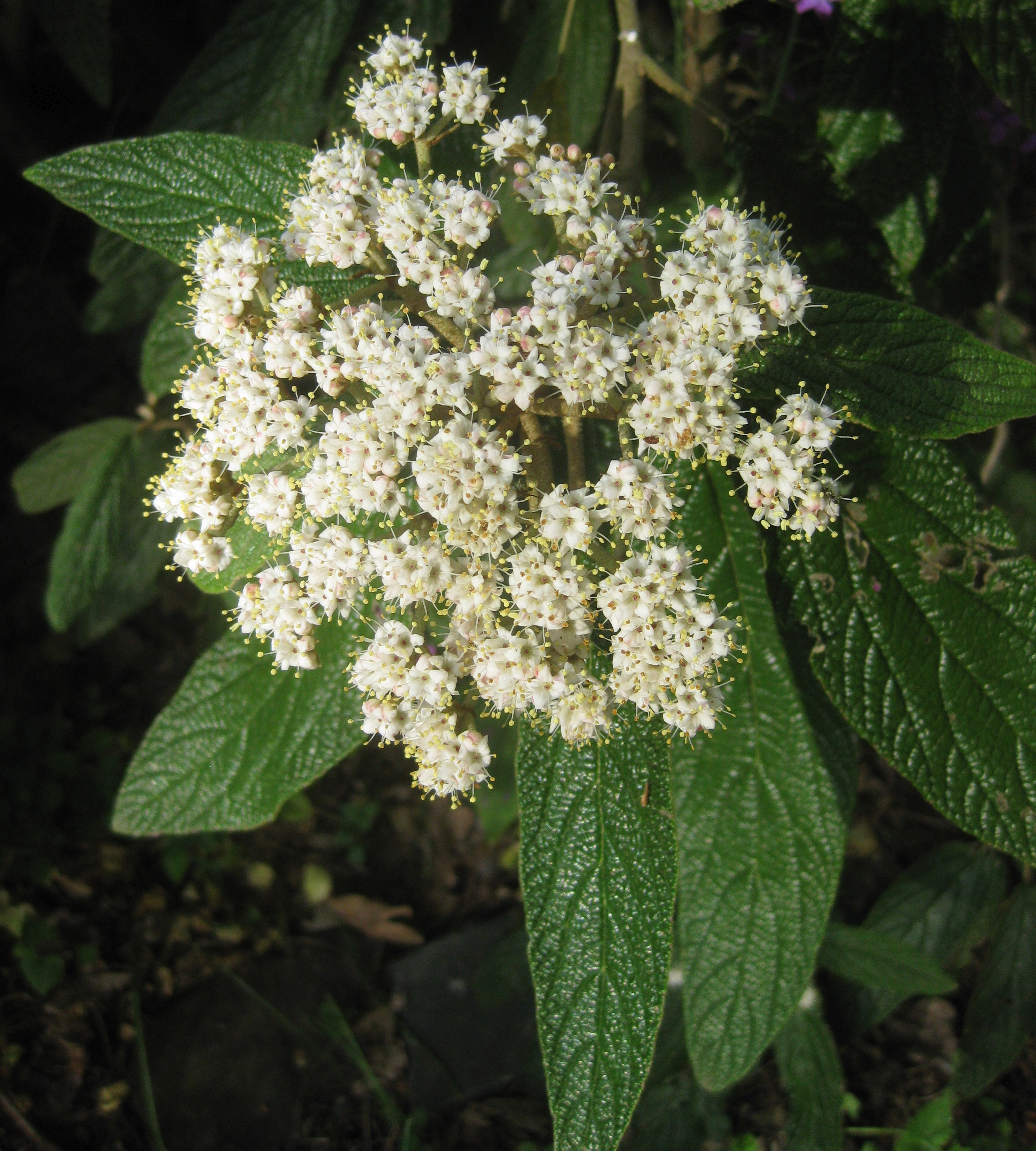
Kwiaty

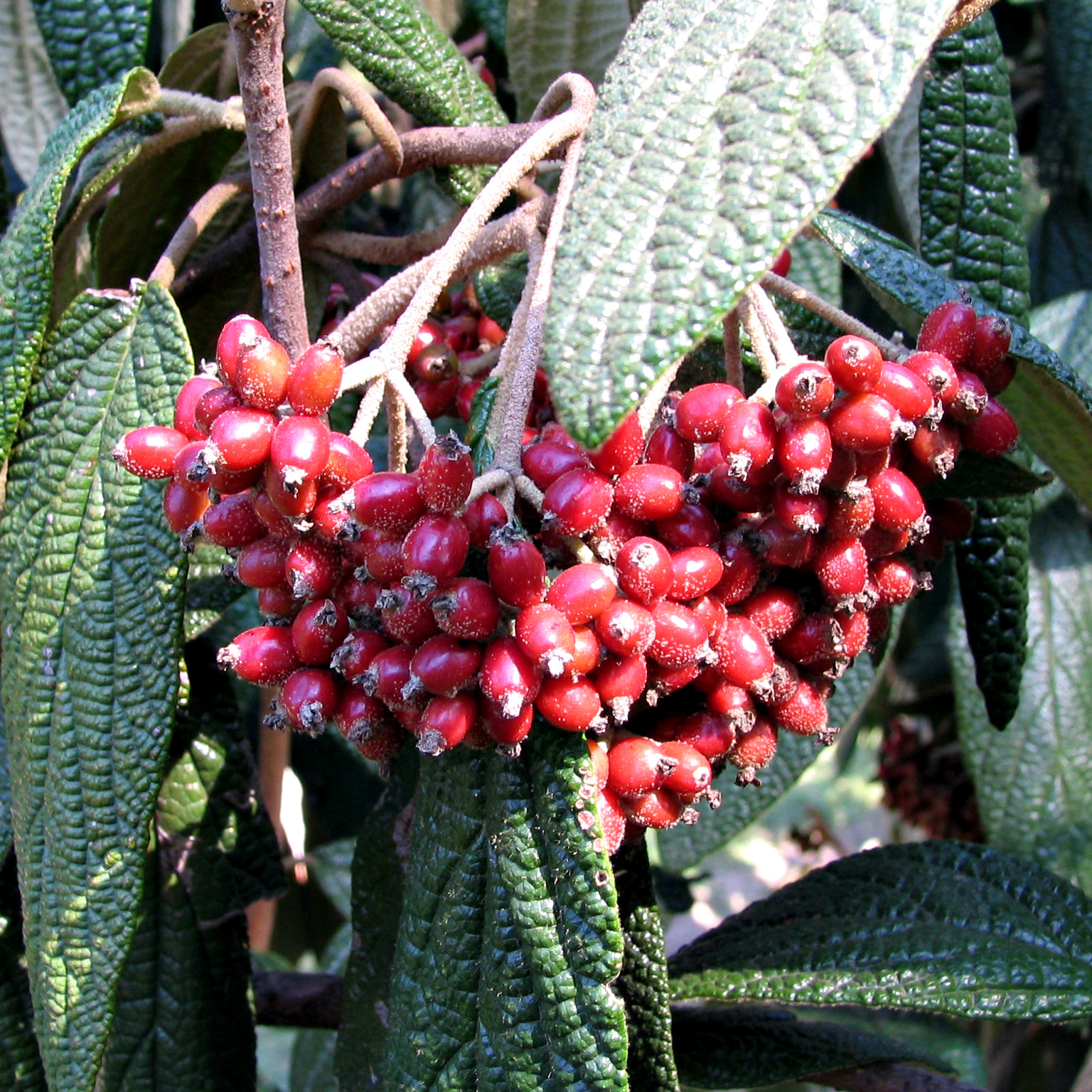
Owoce

PokrójZimozielony szerokokrzaczasty krzew o wysokości do 3 m.
PędyWzniesione i kutnerowato owłosione
LiścieLancetowate lub jajowate o długości do 20 cm i wyraźnie wypukłych nerwach. Są ciemnozielone i sztywne, górna część blaszki jest pomarszczona, dolna żółtawoszaro kutnerowata.
KwiatyKremowobiałe, drobne (średnica do 6 mm), zebrane w płaskie baldachogrona o średnicy do 20 cm.
OwocJednonasienne, jajowate, twarde i błyszczące pestkowce o średnicy około 1 cm. Początkowo podczas dojrzewania przyjmują purpurowy kolor, potem ciemnieją, w pełni dojrzałe stają się czarne.

## Biologia i ekologia
Roślina wieloletnia, nanofanerofit. Okres kwitnienia: kwiecień–maj. Owoce dojrzewają w miesiącach sierpień-wrzesień i są lekko trujące. Kwiatostany na przyszły sezon wegetacyjny zawiązuje już jesienią. Nie są one pokryte łuskami, lecz zimują osłonięte filcowatymi włoskami o białożółtym kolorze.

## Zmienność
- Wyróżnia się dwie formy[3]:
  - Viburnum rhytidophyllum f. aureovariegatum Boom
  - Viburnum rhytidophyllum f. roseum Rehder

W wyniku skrzyżowania z kaliną pożyteczną (Viburnum utile) otrzymano mieszańca – kalinę praską (Viburnum ×pragense).

## Uprawa
Gatunek nie jest w pełni mrozoodporny, dlatego też można go uprawiać tylko w cieplejszych rejonach zachodniej Polski. Najbardziej wrażliwe na mróz są młode okazy, starsze stają się bardziej odporne. Wymaga słonecznego lub półcienistego stanowiska i osłoniętego od strony wschodniej i południowej. Znosi również stanowisko zacienione, ale rośnie wówczas i kwitnie słabiej. Najlepiej rośnie na żyznej i stale wilgotnej glebie, toleruje nawet silnie wapienne gleby. Rozmnaża się ją przez odkłady lub przez nasiona, które wymagają stratyfikacji. Nie wskazane jest cięcie krzewów, które osłabia kwitnienie (w razie potrzeby należy je wykonywać wczesnym latem po przekwitnieniu).